# Equipos grandes del fútbol uruguayo
Los llamados "grandes del fútbol uruguayo" son tradicionalmente los clubes Nacional y Peñarol. Esta denominación comenzó a utilizarse en el comienzo del profesionalismo, adoptándola por la influencia del fútbol argentino, en donde se popularizó la denominación de los cinco grandes del fútbol argentino.
Si bien a lo largo de la historia es indiscutible que tricolores y aurinegros han acaparado los principales títulos de la Liga Uruguaya y los logros del fútbol uruguayo a nivel internacional, mientras evolucionó el fútbol charrúa, hay otros equipos que se han destacado de la media y han sido catalogados como "el cuarto grande". Por ejemplo, el clásico entre Danubio y Defensor Sporting es denominado como "el clásico de los medianos", reconociendo su supremacía histórica sobre el resto, pero su distancia sobre los logros deportivos de los dos equipos grandes de Uruguay.
Además de Danubio y Defensor, otros equipos que han recibido tal moteo que se ha cuestionado si merecen tal atribución son Wanderers, Danubio  y más recientemente otros equipos como Liverpool, por su solvencia económica y sus logros deportivos.[cita requerida]

## Los dos gigantes uruguayos: Nacional y Peñarol

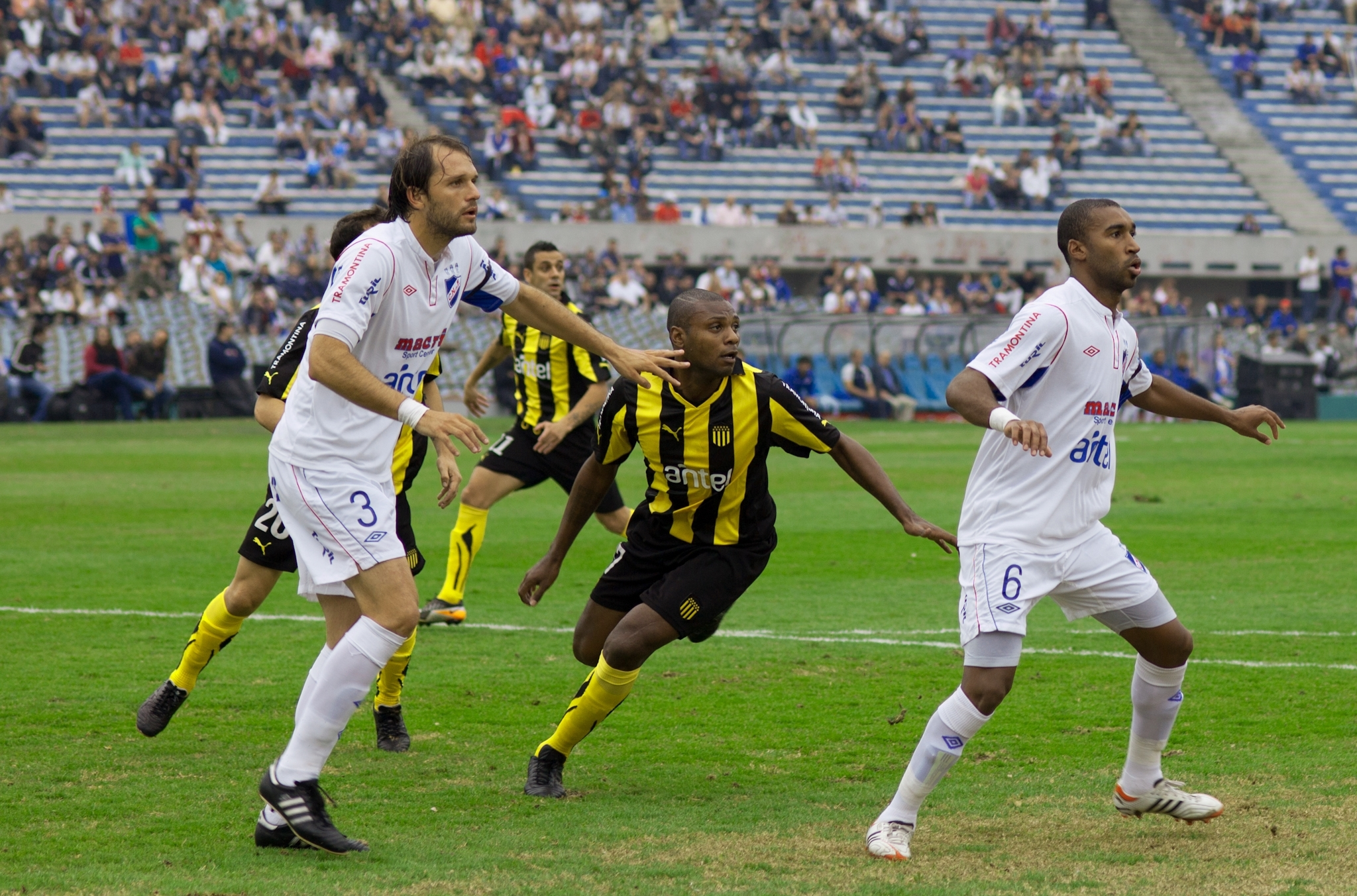
Los dos indiscutibles grandes del fútbol uruguayo: Nacional y Peñarol.

La gloria del fútbol uruguayo se ha visto reflejada a nivel de clubes por sus dos equipos más populares: el Club Nacional de Football y el Club Atlético Peñarol. Ambos clubes han conquistado la mayoría de los Campeonatos Uruguayos de Fútbol a lo largo de su historia. Otros equipos diferentes habían conquistado el torneo durante la era amateur. Pero durante el profesionalismo, instaurado en el año 1932, la hegemonía de los dos grandes fue absoluta durante 45 años, hasta el año 1976, cuando el club Defensor Sporting marco un hito al conquistar el torneo de 1976.
Ambos clubes figuran además entre los más galardonados del mundo. Tanto Nacional como Peñarol tienen en su poder 3 Copas Intercontinentales cada uno, siendo ambos clubes los primeros en conseguir esta marca.
A nivel sudamericano, Peñarol ha logrado la Copa Libertadores de América en 5 ocasiones, mientras que Nacional la ha logrado en 3 ocasiones. Las últimas conquistas en este certamen correspondieron a las ediciones de 1987 y 1988, respectivamente. Además, Nacional ganó la Recopa Sudamericana en una ocasión y la Copa Interamericana dos veces. Peñarol ganó además la Supercopa de Campeones Intercontinentales 1969.

## Eltercer grande
Si bien resulta muy sencillo determinar que Nacional y Peñarol son los dos principales equipos de Uruguay, monopolizando los logros deportivos y la simpatía de los hinchas, desde hace décadas se ha postulado a uno u otro equipo como el «tercer grande».

## Estadísticas entre los equipos

### Títulos de Liga por equipo
| Equipo               | Departamento | Campeonatos Uruguayos | Torneos Cortos | Torneos Apertura | Torneos Intermedio | Torneos Clausura |
| -------------------- | ------------ | --------------------- | -------------- | ---------------- | ------------------ | ---------------- |
| Peñarol              | Montevideo   | 52                    | 16             | 6                | -                  | 10               |
| Nacional             | Montevideo   | 49                    | 22             | 12               | 5                  | 7                |
| Defensor Sporting    | Montevideo   | 4                     | 8              | 4                | -                  | 4                |
| Danubio              | Montevideo   | 4                     | 6              | 3                | -                  | 3                |
| Montevideo Wanderers | Montevideo   | 3                     | 1              | -                | -                  | 1                |
| Rampla Juniors       | Montevideo   | 1                     | -              | -                | -                  | -                |
| Liverpool            | Montevideo   | 1                     | 3              | 1                | 2                  | 1                |

### Títulos de Copa por equipo
| Equipo               | Departamento | Títulos | Copas sin título | CC | CdH | TC | TdH | TC | CNA | TR | TdC | LM | TP | CdH | CI | SU | CU |
| -------------------- | ------------ | ------- | ---------------- | -- | --- | -- | --- | -- | --- | -- | --- | -- | -- | --- | -- | -- | -- |
| Nacional             | Montevideo   | 51      | 8                | 7  | 7   | 10 | 14  | 7  | 2   | -  | -   | 3  | -  | -   | -  | 1  | -  |
| Peñarol              | Montevideo   | 30      | 9                | 1  | 1   | 11 | 10  | 5  | -   | -  | -   | 1  | -  | -   | -  | 1  | -  |
| Montevideo Wanderers | Montevideo   | 10      | -                | 5  | 2   | 2  | 1   | -  | -   | -  | -   | -  | -  | -   | -  | -  | -  |
| Rampla Juniors       | Montevideo   | 4       | -                | -  | -   | 2  | -   | 1  | -   | -  | 1   | -  | -  | -   | -  | -  | -  |
| Defensor Sporting    | Montevideo   | 2       | 1                | -  | -   | -  | -   | 1  | 1   | -  | -   | -  | -  | -   | -  | -  | -  |
| Danubio              | Montevideo   | 2       | 1                | -  | -   | 1  | -   | -  | -   | -  | -   | -  | -  | 1   | -  | -  | -  |
| Liverpool            | Montevideo   | 1       | -                | -  | -   | -  | -   | -  | -   | 1  | -   | -  | -  | -   | -  | -  | -  |

### Cantidad de temporadas en Primera División
|  | Pos. | Equipo               | Departamento | Temporadas en 1° | Temp. consecutivas | Debut | Última participación | División actual  | Notas                                       |
|  | ---- | -------------------- | ------------ | ---------------- | ------------------ | ----- | -------------------- | ---------------- | ------------------------------------------- |
|  | 1    | Nacional             | Montevideo   | 120              | 116                | 1901  | 2024                 | Primera División | [ nota 2 ] [ nota 3 ] [ nota 4 ]            |
|  | 2    | Peñarol              | Montevideo   | 119              | 93                 | 1900  | 2024                 | Primera División | [ nota 3 ] [ nota 5 ] [ nota 6 ] [ nota 7 ] |
|  | 3    | Montevideo Wanderers | Montevideo   | 104              | 21                 | 1903  | 2024                 | Primera División |                                             |
|  | 4    | Defensor Sporting    | Montevideo   | 94               | 57                 | 1915  | 2024                 | Primera División | [ nota 7 ]                                  |
|  | 5    | Liverpool            | Montevideo   | 79               | 6                  | 1920  | 2024                 | Primera División |                                             |
|  | 8    | Rampla Juniors       | Montevideo   | 71               | 5                  | 1922  | 2024                 | Primera División |                                             |
|  | 9    | Danubio              | Montevideo   | 71               | 52                 | 1948  | 2024                 | Primera División | [ nota 8 ]                                  |

### Tabla histórica de Primera División
Nota: Actualizado hasta la temporada 2019. Los puntajes son el resultado de los puntos obtenidos por victorias y empates, sin contar sanciones deportivas como quitas de puntos. Si bien la lista está confeccionada respetando la cantidad exacta de puntuación recibida por club, sin importar la modificación de cambios reglamentarios (antes las victorias sumaban 2 puntos y actualmente 3), se modificó esta clasificación aplicando la regla de 3 puntos por victoria, para acompasarla a las tablas perpetuas de otras ligas de Primera División.
|  | Pos. | Equipo               | Departamento | Temp. | PJ   | PG   | PE  | PP  | GF   | GC   | Dif.  | Camp. | Subc. | Puntos | División         |
|  | ---- | -------------------- | ------------ | ----- | ---- | ---- | --- | --- | ---- | ---- | ----- | ----- | ----- | ------ | ---------------- |
|  | 1    | Nacional             | Montevideo   | 122   | 2618 | 1665 | 536 | 417 | 5457 | 2409 | +3048 | 47    | 44    | 5531   | Primera División |
|  | 2    | Peñarol              | Montevideo   | 120   | 2565 | 1610 | 550 | 405 | 5344 | 2385 | +2959 | 50    | 47    | 5380   | Primera División |
|  | 3    | Defensor Sporting    | Montevideo   | 96    | 2225 | 900  | 638 | 687 | 3331 | 2949 | +382  | 4     | 8     | 3338   | Primera División |
|  | 4    | Montevideo Wanderers | Montevideo   | 107   | 2328 | 870  | 651 | 807 | 3180 | 2968 | +212  | 3     | 8     | 3261   | Primera División |
|  | 5    | Danubio              | Montevideo   | 73    | 1716 | 662  | 477 | 577 | 2407 | 2213 | +194  | 4     | 3     | 2463   | Primera División |
|  | 6    | Liverpool            | Montevideo   | 82    | 1853 | 595  | 522 | 736 | 2237 | 2624 | -387  | -     | -     | 2307   | Primera División |
|  | 9    | Rampla Juniors       | Montevideo   | 70    | 1649 | 582  | 448 | 619 | 2203 | 2330 | -127  | 1     | 5     | 2194   | Segunda División |

### Tabla comparativa entre los equipos
| Datos y estadísticas                        | Nacional | Peñarol | Danubio | Defensor | Wanderers | Rampla Juniors | Liverpool |
| ------------------------------------------- | -------- | ------- | ------- | -------- | --------- | -------------- | --------- |
| Fundación                                   | 1899     | 1891    | 1932    | 1913     | 1902      | 1914           | 1915      |
| Años sin afiliación a AUF                   | 0        | 4       | 0       | 0        | 0         | 0              | 0         |
| Temporadas en categorías de ascenso         | 0        | 0       |         |          |           |                |           |
| Debut en Primera División                   | 1901     | 1900    | 1948    | 1915     | 1903      | 1922           | 1920      |
| Temporadas en Primera División              | 115      | 122     | 70      | 93       | 103       | 70             | 78        |
| Clasificación histórica en Primera División | 1.º      | 2.º     | 5.º     | 3.º      | 4.º       | 9.º            | 6.º       |
| Títulos de Uruguay                          | 48       | 51      | 4       | 4        | 3         | 1              | 1         |
| Copas nacionales                            | 51       | 30      | 2       | 2        | 10        | 4              | 1         |
| Copas Internacionales                       | 22       | 15      |         |          |           |                |           |
| Total de títulos general                    |          |         |         |          |           |                |           |